# 哈里斯 (印第安納州)
哈里斯（英語：Harris）是位於美國印地安納州馬歇爾縣的一個非建制地區。該地的面積和人口皆未知。